# Grafenteich
Der Grafenteich ist ein kleiner Teich im Gebiet der Marktgemeinde Kirchberg am Walde in niederösterreichischen Bezirk Gmünd.

## Lage
Der Teich liegt zwischen Ullrichs und Fromberg auf 550 m in offener Flur und wurde durch die Errichtung eines Erdwalles geschaffen, der das Regenwasser am Abfließen hindert. Der Wasserstand kann mittels Schleuse reguliert werden.  Als Himmelsteich besitzt er keinerlei Zuflüsse. Der Abfluss läuft zunächst nordwärts zu einigen Teichen am und im Hoheneicher Wald und letztlich über den Teichbach zum Braunaubach.

## Nutzung
Der Teich wurde durch die Gutsverwaltung Schloss Kirchberg angelegt und wird bis heute zur Fischzucht genutzt.